# Markku Laakso
Markku Laakso (* 1978 in Lappeenranta, Finnland) ist ein finnischer Dirigent.
Er hat bei Leonid Kortschmar am Rimski-Korsakow-Konservatorium in Sankt Petersburg und bei Leif Segerstam an der Sibelius-Akademie in Helsinki studiert.
Er hat mit vielen Orchestern in Russland, Polen, Österreich, Spanien und Finnland gearbeitet. 